# Matthias Tass
Matthias Tass (Tallinn, 23 maart 1999) is een Estisch basketballer.

## Carrière
Tass maakte zijn profdebuut in het seizoen 2016/17 voor BC Kalev/Cramo. Na een seizoen stapte hij over naar TTÜ KK waar hij ook een seizoen speelde. In 2018 ging hij collegebasketbal spelen voor de Saint Mary's Gaels tot 2022. Hij tekende daarna voor de Italiaanse club Aquila Basket Trento maar werd uitgeleend aan het Poolse Dąbrowa Górnicza. Hij tekende in november 2022 bij het Spaanse Baxi Manresa waar hij de rest van het seizoen speelde. Voor het seizoen 2023/24 tekende hij bij de Belgische landskampioen BC Oostende. Hij verlengde zijn contract bij de Belgische landskampioen voor het seizoen 2024/25.
Hij tekende voor het seizoen 2025/26 bij de Poolse eersteklasser Legia Warschau.

## Erelijst
- Ests landskampioen: 2017
- Ests bekerwinnaar: 2016
- BNXT Supercup: 2023
- Belgisch landskampioen: 2024, 2025
- Belgisch bekerwinnaar: 2025
- BNXT League-kampioen: 2024